# Vogalonga

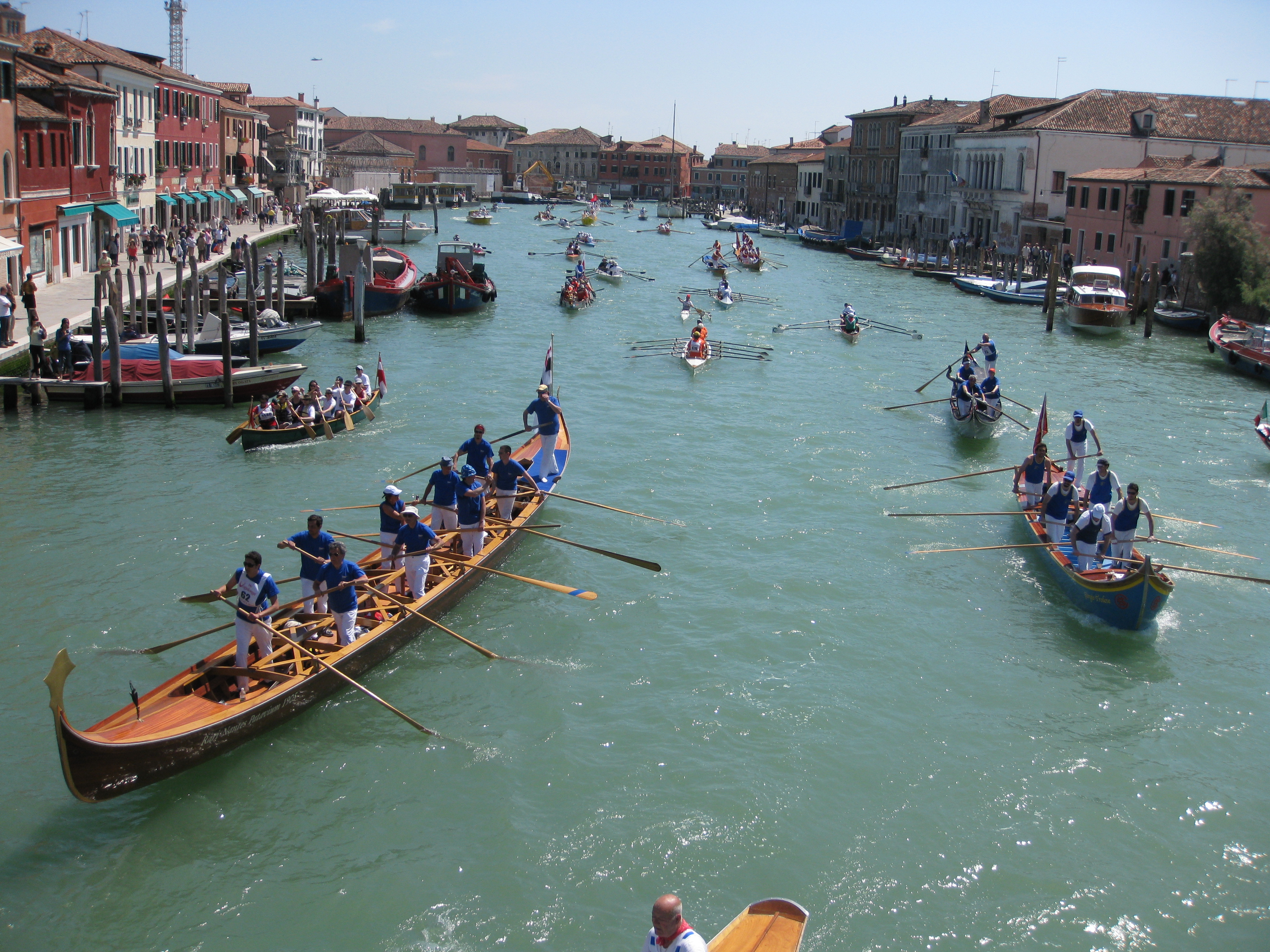
Szene der Vogalonga 2010

Die Vogalonga (Ital. voga = Rudern, longa = lang) ist eine Regatta, die alljährlich in der Regel am Pfingstsonntag in Venedig stattfindet. Es können alle Bootsklassen teilnehmen, die mit Muskelkraft bewegt werden, also zum Beispiel Ruderboote, Kanus oder Gondeln.
Die Strecke beträgt 30 Kilometer und beginnt und endet am Markusplatz. Sie führt vorbei an den Inseln Vignole und Sant’Erasmo bis hinaus nach Burano, dann zurück über Murano und durch den Canal Grande.
Die Veranstaltung ist eine friedliche farbenfrohe Manifestation für den motorlosen Verkehr und gegen die Verschmutzung der Lagune und findet seit 1974 statt.

## Geschichte
Während einer Wettfahrt am 11. November 1974 zwischen einer Gruppe von Venezianern, die sowohl Amateuren als auch Profis bestand, wurde die Idee geboren, eine Regatta für alle Fans des Venezianischen Ruderns zu gründen und das Rudern als alte Tradition wiederzubeleben. Damals hatte das Ansehen von Ruderbooten durch die immer stärker werdende Popularität von Motorbooten stark eingebüßt. Außerdem wollten die Initiatoren mit der Regatta eine Kampagne starten, um auf die durch Motorboote verursachten Wellen in den Lagunen von Venedig aufmerksam zu machen.
Die erste Vogalonga fand zu Christi Himmelfahrt 1975, 8. Mai 1975 statt. In Venedig war dieser Tag gleichzeitig der Feiertag Festa della Sensa. Die etwa 30 km lange Strecke führte entlang wichtiger und zentraler Orte in Venedig wie dem Hafenbecken vor dem Markusplatz und den Canal Grande. Von dort führte die Regattastrecke durch umliegende Gebiete wie Burano und Murano, um dann nach Venedig zurückzukehren. Bereits zur ersten Ausgabe der Vogalonga meldeten sich 500 Boote mit ca. 1500 Teilnehmern aus Venedig und vielen anderen Orten im Umland an.